# Потерянное будущее
«Потерянное будущее» (англ. The Lost Future) — телевизионный фантастический фильм режиссёра Микаэла Саломона, снятый в 2010 году.

## Сюжет
Неопределённое будущее. После некоей эпидемии мир изменился — цивилизация разрушена, многие люди мутировали в безумных тварей, а пространство мира заполнили леса, по которым ходят возрождённые доисторические животные типа гигантского ленивца. Одна небольшая группа уцелевших борется за выживание в подобном лесу, однако изолированный образ жизни не спасает их от нападения бестий. Ситуация усугубляется тем, что обычные люди после укуса мутантов (быстрее) или даже после вдыхания воздуха (медленнее) превращаются в таких же безумных существ.
Часть племени ищет спасения в пещере, но трое — сын вождя Сейван, сын следопыта Джареда Кейлеб и девушка Дорел оказываются за пределами убежища. Неожиданно они встречают Амала, который знал отца Кейлеба. Он рассказывает, что Джаред смог найти препарат, предотвращающий мутацию, но полученное средство было украдено человеком по имени Гаген, который при помощи его создал посёлок подвластных ему людей. Молодым людям не остаётся ничего другого, кроме как отправиться в лагерь вора, который отнюдь не горит желанием отдавать украденное…

## В ролях
| Актёр            | Роль                 |
| ---------------- | -------------------- |
| Шон Бин          | Амал                 |
| Аннабелль Уоллис | Дорел                |
| Сэм Клафлин      | Кейлеб               |
| Кори Севьер      | Сейван               |
| Элинор Томлинсон | Майру                |
| Гарт Брейтенбах  | Реми                 |
| Лутуни Дламини   | Ларс                 |
| Джессика Хайнс   | Нина                 |
| Пол Хэмпшир      | второй член братства |
| Дэн Херст        | Ролан                |
| Поуп Джеррод     | Барен                |
| Стивен Джаббер   | Эван                 |
| Дэнни Кеог       | Йизир                |
| Терциус Майнтжес | Ури                  |
| Джонатан Пиенаар | Гаген                |
| Бёрн Штейнбах    | Йомак                |
| Ханна Тойнтон    | Гизель               |

## Съёмки
Фильм был снят в Южной Африке в рамках совместного немецко-южноафриканского производства компаний Universum Film, Film Afrika Worldwide и Tandem Communications. Также были использованы компьютерные эффекты, такие как 3D-анимация гигантского ленивца. На съемки было потрачено около семи миллионов долларов США.
"Потерянное будущее" впервые был показан американским телеканалом Syfy 13 ноября 2010 года.